# Tribunal Testamentario de Nueva York
El Tribunal Testamentario de Nueva York (en inglés: New York Surrogate's Court) es un tribunal que maneja todos los procedimientos de sucesión y bienes en el estado de Nueva York. Todas las voluntades están legalizadas en esta corte y todos los bienes de las personas que mueren sin testamento se manejan en este tribunal. La propiedad no reclamada de la persona fallecida sin testamento es manejada por el juez de este tribunal. El edificio del Tribunal Testamentario de Nueva York se encuentra inscrito como un Hito Histórico Nacional en el Registro Nacional de Lugares Históricos desde el 29 de enero de 1972.  

## Jueces
Cada uno de los 62 condados de Nueva York tiene un juez sustituto, con el condado de Nueva York que tiene dos, y el Condado de Kings tiene dos desde 2006. Los Jueces suplentes son elegidos en todo el condado durante 10 años cada uno, a excepción de los cinco condados dentro de la Ciudad de Nueva York, donde los jueces suplentes son elegidos por 14 años. En algunos condados rurales, el trabajo de los jueces subrogados son manejadas por el juez del tribunal de condado.